# Ryokan

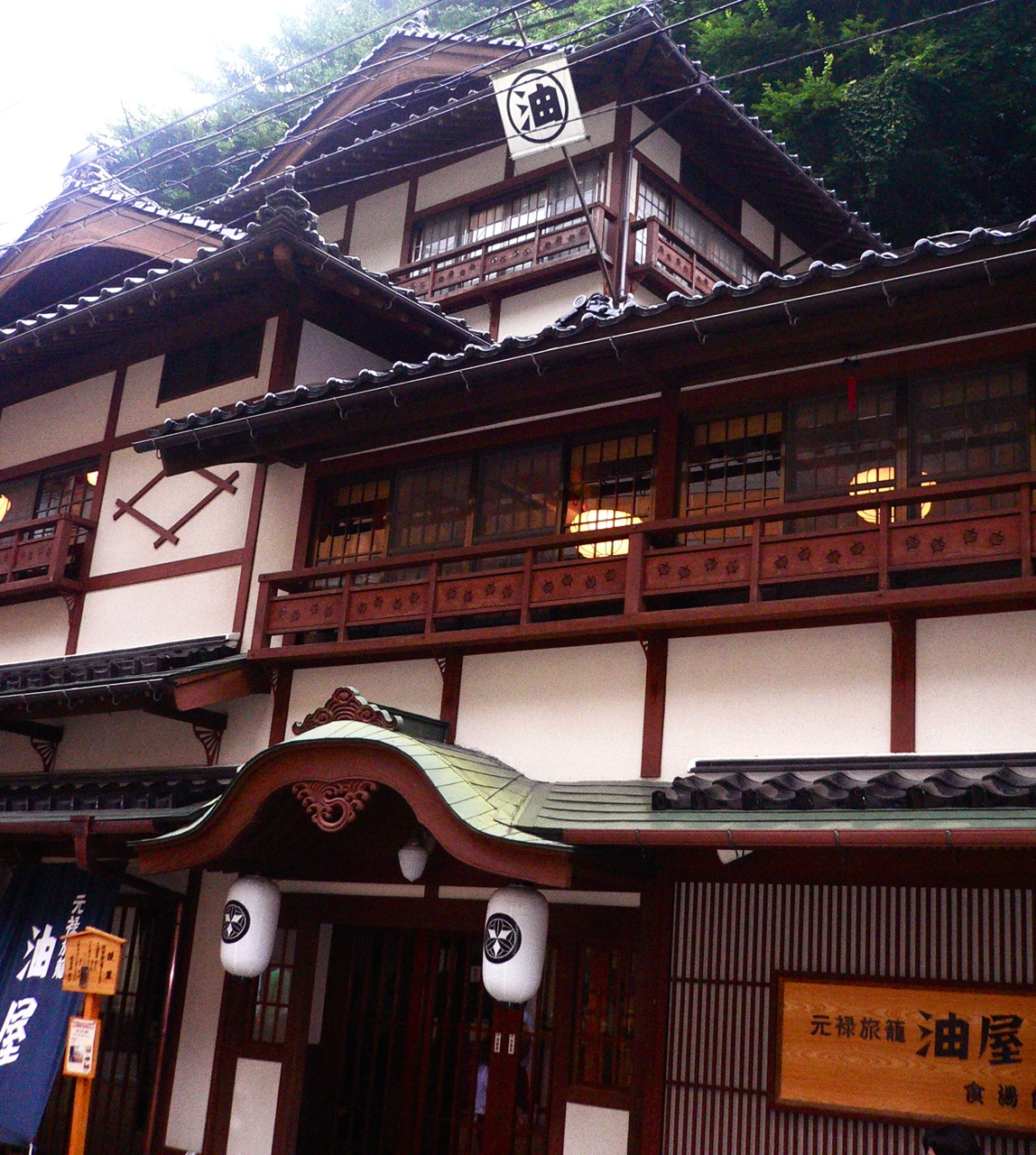
Ryokan

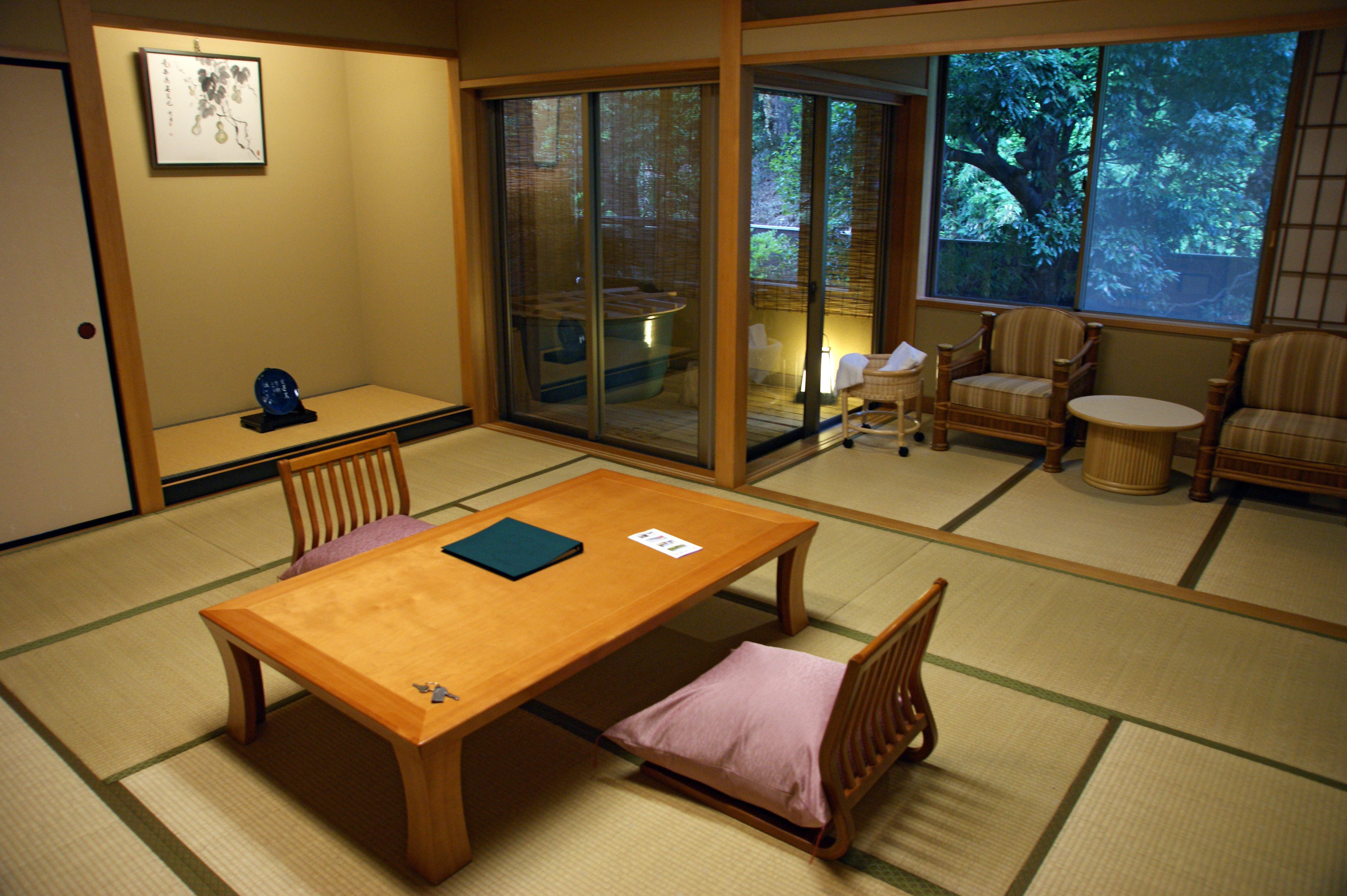
Modesta habitación en el Ryokan

El ryokan (旅館?) es un tipo de alojamiento tradicional japonés que originalmente se creó para hospedar visitantes a corto plazo. Hoy se utilizan como hospedajes de lujo para visitantes, sobre todo occidentales. Entre otras comodidades, sus habitaciones se componen de un piso de tatami, baños termales colectivos (onsen), jardines y cocina sofisticada con platos típicos. 

## Origen
El origen de un lugar de descanso durante un viaje data del Período Nara con las denominadas fuseya (伏屋?), humildes casas de descanso gratuitas. Por aquellos días, los viajes eran peligrosos ya que la gente no poseía refugios en la noche, razón por la que muchos viajantes podían incluso morir a mitad del trayecto. Por tal razón, un grupo de monjes budistas comenzó a construir puentes y carreteras en lugares de tránsito peligroso y adecuar sitios para alojar a viajantes ocasionales. Durante el siguiente Período Heian los lugares de descanso para peregrinos fueron templos (que luego se llamaron shukubō (宿駅?), en español "alojamiento del templo") y grandes casas pertenecientes a aristócratas de la época.[cita requerida]
Más adelante, en el Período Kamakura, surgieron los kichin-yado (木賃宿?), simples lugares de tránsito en donde sólo se cobraba el costo de la madera utilizada para calentarse y cocinar la comida que el viajante ingiriese. Con el correr del tiempo se fueron dando una serie de nombres como hatago (旅籠?) y honjin (本陣?) para designar a esos lugares  de descanso que sirvieron de base para la creación de los ryokan.
Es a mediados del Período Edo cuando el ryokan surge de manera oficial en 1750 a raíz del gran tránsito de personas (aproximadamente más de un millón y medio de personas promedio) que pasaban por Tōkaidō, antigua región japonesa situada en la costa sur de Honshū, principal arteria de tráfico entre Edo y Kioto. Esta cantidad de viajantes aumentó considerablemente en los siguientes años. Tal demanda de alojamiento requirió el desarrollo de una gran "cultura hotelera", reflejada en la arquitectura y las características de la vivienda típica de Japón, desde el Período Heian hasta nuestros días.

## Características
La estructura de un ryokan y sus habitaciones se componen de un sistema de puertas y paredes corredizas o fusuma (襖?) que pueden abrirse e incluso retirarse. Estas facilitan una división flexible del espacio que permite tanto el recogimiento como la adaptación para una reunión. Este sistema permite un mejor aprovechamiento de la brisa fresca y una vista hacia el jardín. El diseño de las habitaciones del ryokan se desarrolló a partir de la proximidad con la naturaleza para crear sutiles ambientes contando con el canto de los pájaros y el zumbido de los insectos de otoño, el sonido del viento entre las ramas de pinos y el olor de la tierra tras la lluvia de verano. El suelo de la habitación está cubierto por un tatami, considerado el mejor revestimiento para crear un clima interior especial debido a su absorción acústica y aislamiento sonoro. La mayoría de estos establecimientos de lujo están construidos en madera, de una o dos plantas, con no más de 30 habitaciones.
Los elementos que se pueden encontrar en una habitación son: [cita requerida]
- el agari-kamachi (pequeño lugar que se encuentra tras abrir las puertas para quitar sus zapatos)
- shoji (puertas corredizas) que separan el agari-kamachi de la habitación
- el tatami cubriendo el piso
- mesas bajas de madera
- zabuton (almohadones para sentarse)
- el futón (colcha para dormir)
- un tokonoma. Sector de la pared de la habitación principal reservado para exponer rollos de caligrafía, arreglos florales u otros artículos importantes. Está siempre situado por encima del nivel del suelo, como un zócalo o pedestal.
- un oshiire (un armario para guardar el futón)
- un engawa (una plataforma tipo balcón a nivel de piso que da al jardín)[5]

Las temporadas altas de recepción de turistas en los ryokan son durante la primavera (marzo/abril) y el otoño (octubre/noviembre) japoneses, por lo cual la reserva se realiza con mucha anterioridad.
Aun cuando se utilizan puertas con bisagras por razones de seguridad, la entrada a un ryokan generalmente consiste de un pequeño descanso en donde los huéspedes pueden quitarse sus zapatos antes de pisar el tatami, el cual deberá estar separado por una puerta corrediza. Acto seguido, los visitantes podrán calzarse su respectivo par de zōri (sandalias) o calzado pantufla.

### Comidas

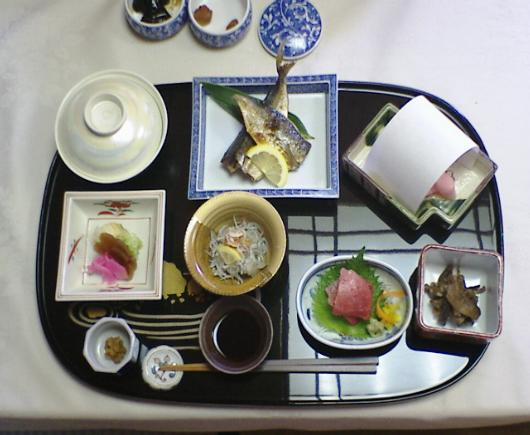
Desayuno servido en un ryokan.

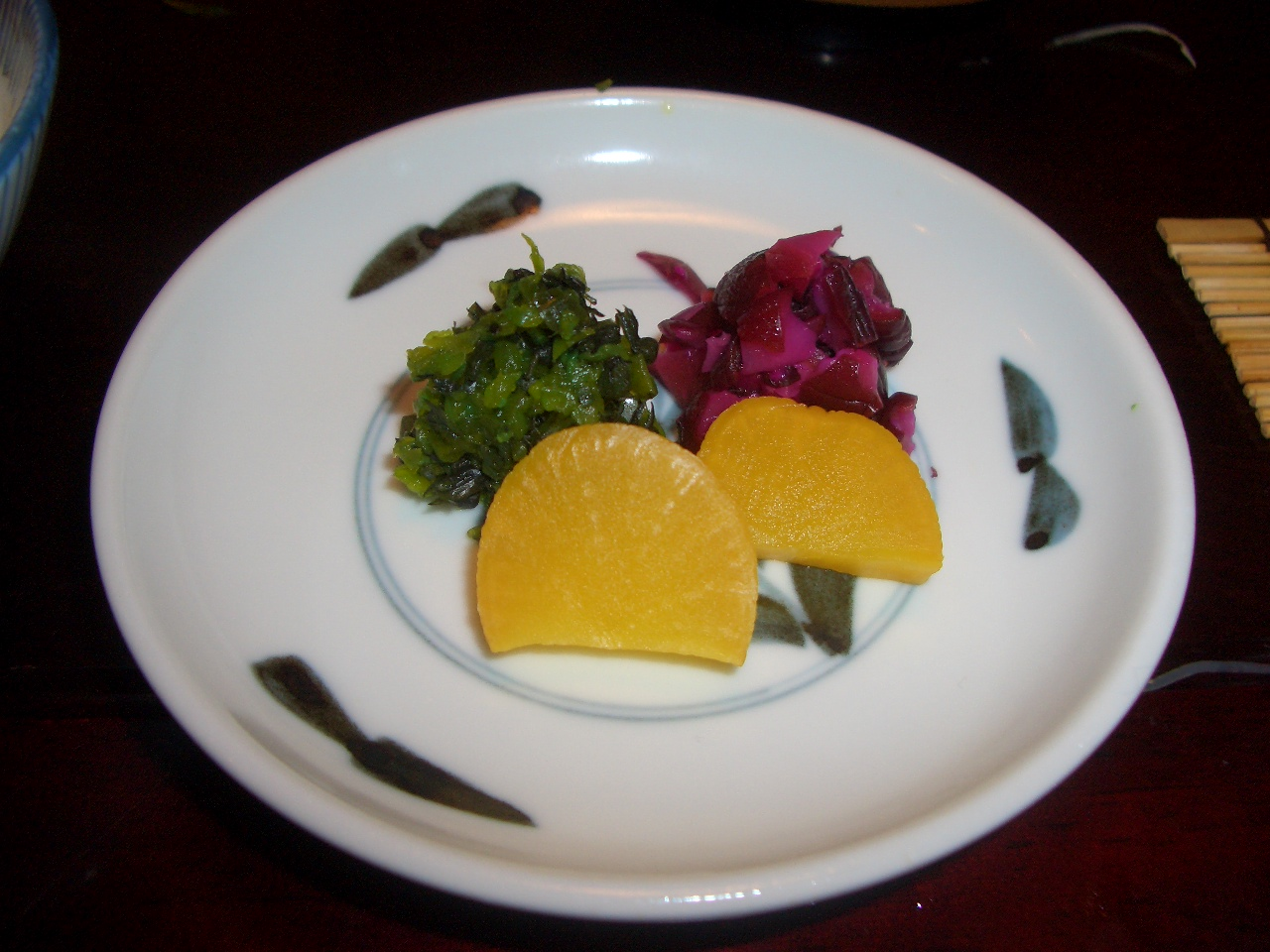
Tsukemono servido en Motonago Ryokan, cerca del templo Yakasa, Kioto.

Las comidas tienen lugar en las estancias privadas de cada habitación y se come sentado en cojines que por la noche han de dejar sitio al futón. Las comidas suelen consistir en cocina tradicional japonesa conocida como kaiseki, que incluye especialidades regionales y de temporada. Kaiseki originalmente se refería a comidas ligeras servidas durante la ceremonia del té, y hoy se refiere a una comida que consta de varios platos pequeños y variados. Algunos ryokan también sirven especialidades locales como basashi o comida cocinada en un hogar irori.[cita requerida]

### Habitaciones
Cada grupo de habitaciones posee su propio ofuro (baño caliente de madera de cedro para relajarse) y el propio ryokan dispone de un baño común, el cual se conforma de una gran bañera natural situada en el jardín o bien un lugar reservado con vistas a la naturaleza. Si se desea salir a dicho jardín, el huésped deberá utilizar usar geta (sandalias de madera) o setta (sandalias de cuero).

### Vestimenta
La vestimenta requerida para este tipo de alojamientos es el kimono o yukata, provistos por el lugar mismo. Las texturas de la madera y adornos, así como todos los materiales utilizados en su construcción mantienen su belleza original intacta, complementando la simpleza de su estructura.[cita requerida]

## Minshuku
El denominado Minshuku (民宿?) posee características más modestas y un precio más bajo. Las diferencias entre un ryokan y un minshuku son mínimas. La ropa de cama deberá ser provista por el visitante y las horas de regreso al hotel son un poco más restringidas, ya que algunos de estos establecimientos son hogares familiares con una habitación para huéspedes.

## Personal
El ryokan, según orden jerárquico, está ocupado por: 
- Okami (女将?): gerente del hotel. Generalmente es la dueña del lugar o bien la esposa del dueño. Su función es esperar y atender a los huéspedes, y también atender todas las actividades relacionadas con el ambiente exterior al ryokan, como negocios y su relación y cooperación con la comunidad. La tradición del ryokan es que la posesión del mismo pase de generación en generación dentro de una familia. Así, tres generaciones de mujeres se llaman oo-kami (Gran Okami), la okami, y la waka-okami (Joven Okami). En la mayoría, el puesto se pasa de madre a hija y de hija a hija política.[9]

- Gerente: rol masculino quien, junto a la Okami, es responsable del mantenimiento del ryokan pero no posee tantas oportunidades de mantener un contacto directo con los huéspedes como la okami. Es también un representante del establecimiento dentro de la comunidad.[9]

- Nakai-san (仲居?) o jochū-san (女中?): camarera, quien también sirve de asistente. Se encarga de varias habitaciones y auxilia al huésped de muchas maneras, no sólo como una sirvienta. Su comportamiento sumamente meticuloso a fin de mostrar amabilidad y no agobiar al viajero.[9][2]

## Relevancia cultural

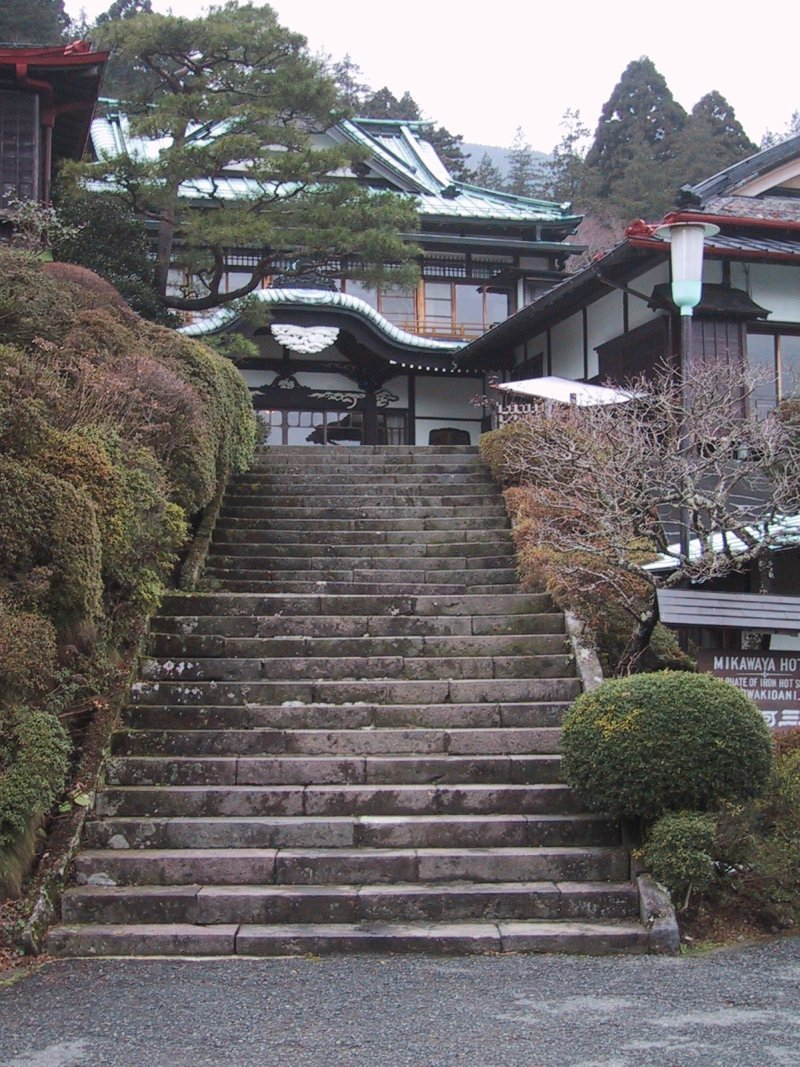
Entrada de un onsen de aproximadamente 120 años de antigüedad en Hakone.

Históricamente, el pueblo japonés ha trabajado arduamente para perfeccionar el arte de la relajación. Estos lugares de estancia sirven para conectar al occidental con el mundo asiático y el estilo de vida tradicional oriental, en la medida en que el huésped se sienta cómodo y pueda tener una noción de la vida cotidiana japonesa como sucedía en el pasado.
Muchos de estos lugares han tenido protagonismo en la historia de Japón como lugares de reunión o para planificar estrategias de ataque de los distintos clanes japoneses a fines del Período Tokugawa, como por ejemplo el Ikumatsu, en Kioto, o el Futami-kan Hinjitsu-kan. Este último se encuentra en la bahía de Futamigaura, en la península de Ise, cerca del santuario que lleva el mismo nombre. Luego del advenimiento de la religión shinto oficializada, las visitas al santuario se hicieron más frecuentes por miembros de la casa real japonesa, por lo que ello demandó la construcción de un hospedaje acorde a su nivel social. La construcción es una muestra arquitectónica de la era Meiji. En un principio, Futami-kan y Hinjitsu-kan eran dos edificios independientes, pero en 1911, el grupo Shin'enkai se desmembró y los dueños del Futami-kan adquirieron Hinjitsu-kan. En 1930, la estructura sufrió algunos cambios edilicios, por lo que hoy se puede apreciar una coexistencia armónica de formas arquitectónicas clásicas japonesas y elementos de estilo occidental.
El estilo shoin (書院造り 'shoin'?), desarrollado a partir de la forma de vida dentro de la estética shinden (estilo arquitectónico del período Heian), se encuentra presente en sus habitaciones, ambientando el lugar con un estilo imperial. Hinjitsu-kan es considerado una de las piezas maestras de la arquitectura japonesa.

## Influencia
Los contrastes entre blanco y gris y los rectángulos proporcionados característicos de estos establecimientos fueron fuente de inspiración del movimiento Bauhaus y han ejercido su influencia sobre toda una generación de arquitectos occidentales, desde Charles Rennie Mackintosh y Piet Mondrian, hasta Frank Lloyd Wright.[cita requerida]